# Фортеця Бердаван
Бердаван (вірм. Բերդավան), чи Галінджакар (вірм. Գալինջակար) — фортеця на північному сході Вірменії, недалеко від Ноемберяну, в марзі Тавуш. Поруч з фортецею розташоване село Бердаван.

## Історія
Фортеця Галінджакар, чи Бердаван була побудована у XI столітті. Потім була зруйнована, а в Середньовіччі відновлена.
В останній раз використовувалася за призначенням під час Арцаської війни.

## Опис
Невелика фортеця стоїть на пагорбі та збереглася майже як ідеальна.